# Feliks Motyka

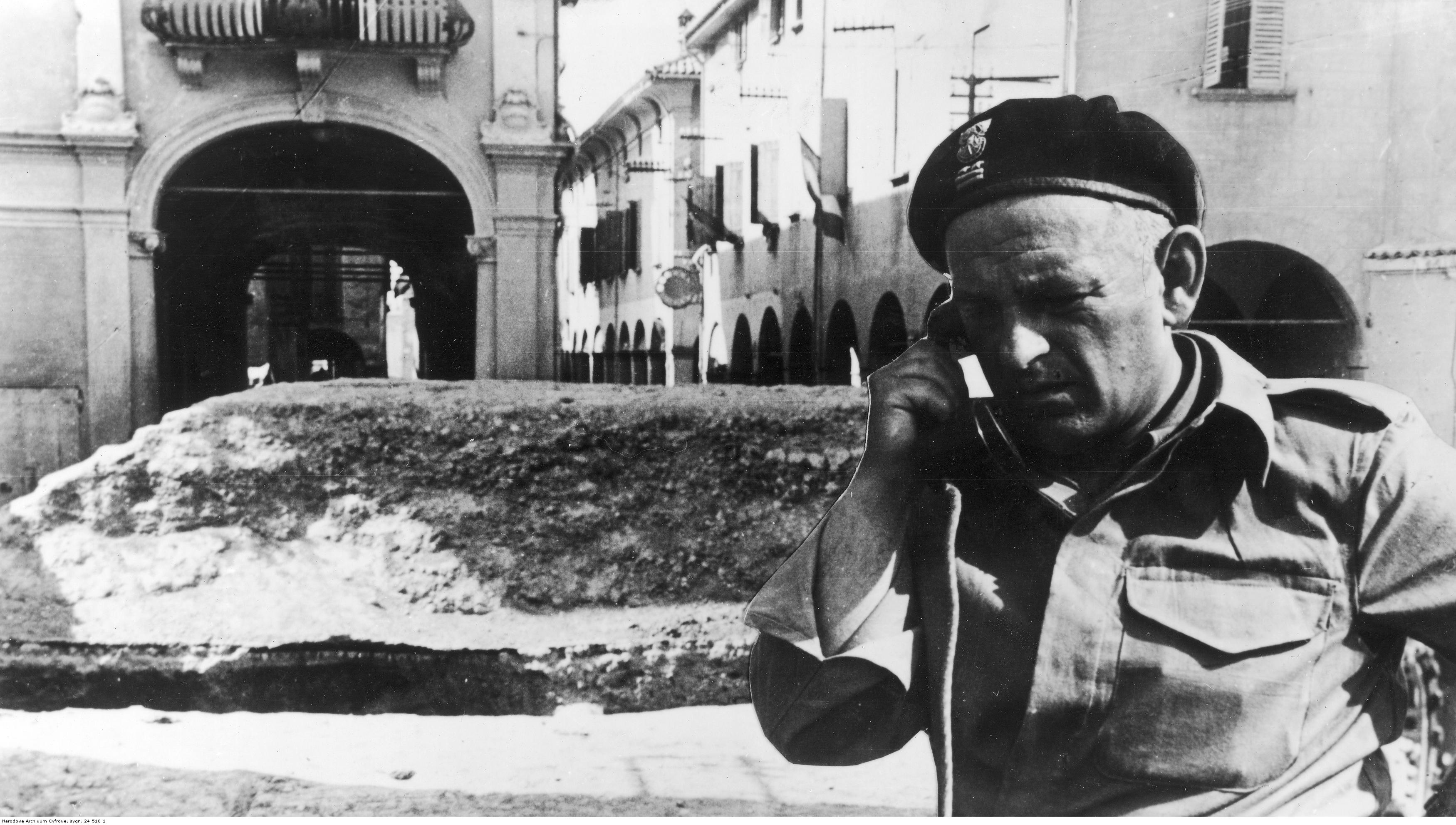
Ppłk Feliks Motyka, dowódca 6 Pułku Pancernego "Dzieci Lwowskich", w zdobytej Medicinie; kwiecień 1945

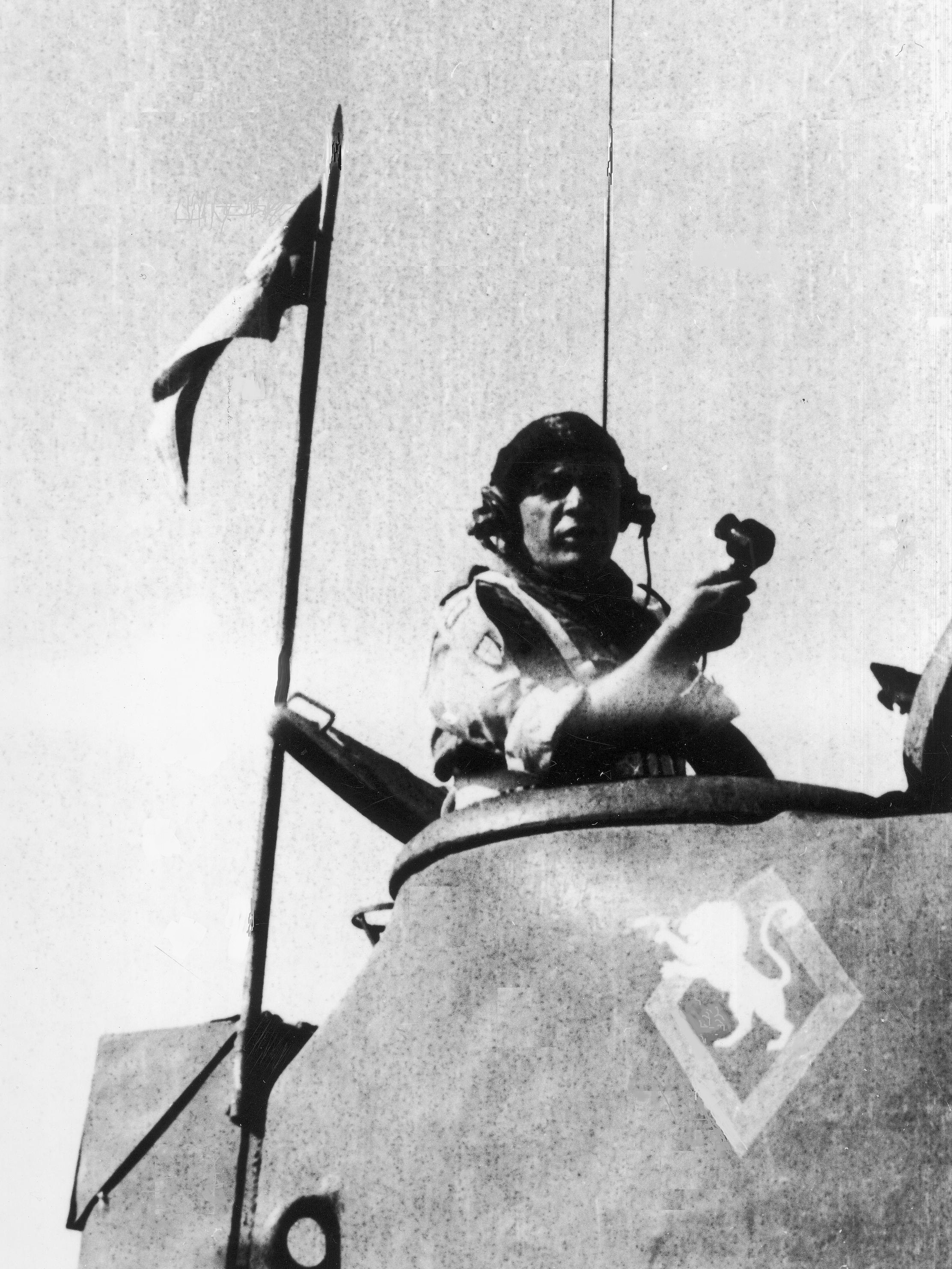
D-ca 6 ppanc ppłk Feliks Motyka w czołgu M4 Sherman; Loreto, VII.1944

Feliks Józef Motyka (ur. 19 listopada 1898 we Lwowie, zm. 15 kwietnia 1958) – podpułkownik broni pancernej Wojska Polskiego.

## Życiorys
Feliks Józef Motyka urodził się 19 listopada 1898 roku we Lwowie, w rodzinie Józefa i Marii. W 1918 roku uczestniczył w obronie Lwowa. W czasie wojny z bolszewikami 1920 walczył w szeregach 5 Dywizji Piechoty. W latach 1923–1925 był słuchaczem Oficerskiej Szkoły dla Podoficerów w Bydgoszczy. 15 lipca 1925 roku Prezydent RP mianował go podporucznikiem ze starszeństwem z dniem 15 lipca 1925 roku i 21. lokatą w korpusie oficerów piechoty, a Minister Spraw Wojskowych wcielił do 55 Poznańskiego pułku piechoty w Krotoszynie. W 1927 roku awansowany na porucznika. 27 czerwca 1935 roku awansował na kapitana ze starszeństwem z dniem 1 stycznia 1935 roku i 186. lokatą w korpusie oficerów piechoty.
W kampanii wrześniowej 1939 walczył w stopniu kapitana w 39 Dywizji Piechoty. Po kapitulacji oddziału, w cywilnym ubraniu, przedostał się do Lwowa. Aresztowany przez Sowietów przy próbie nielegalnego przekraczania granicy. Zesłany do łagru w Tomsku.
Od 1941 w Armii Polskiej w ZSRR, w 6 Lwowskiej Dywizja Piechoty. Od kwietnia 1942 zastępca dowódcy 6 dywizjonu rozpoznawczego „Dzieci Lwowskich”. Od października 1942 dowódca kompanii dowodzenia 6 baonu czołgów „Dzieci Lwowskich”, przemianowanego w dniu 1 lipca 1943 r. na 6 pułk pancerny „Dzieci Lwowskich”. W marcu 1944 awansowany do stopnia majora. 19 maja 1944 roku przeniesiony do 4 pułku pancernego „Skorpion” na stanowisko zastępcy dowódcy pułku. Od 24 maja pełnił obowiązki dowódcy 6 pułku pancernego „Dzieci Lwowskich” aż do jego rozformowania w marcu 1947 roku. 1 sierpnia 1944 roku mianowany podpułkownikiem. Po powrocie do Polski zamieszkał w Lesznie.

## Ordery i odznaczenia
- Krzyż Złoty Orderu Virtuti Militari nr 96[3]
- Krzyż Srebrny Orderu Virtuti Militari nr 10183
- Krzyż Walecznych – trzykrotnie (po raz pierwszy w 1922)[4]